# Los Reyes Altamira
Los Reyes Altamira är en ort i Mexiko.   Den ligger i kommunen Palmar de Bravo och delstaten Puebla, i den sydöstra delen av landet, 190 km öster om huvudstaden Mexico City. Los Reyes Altamira ligger 2 397 meter över havet och antalet invånare är 345.
Terrängen runt Los Reyes Altamira är platt norrut, men söderut är den kuperad. Terrängen runt Los Reyes Altamira sluttar västerut. Runt Los Reyes Altamira är det ganska tätbefolkat, med 96 invånare per kvadratkilometer. Närmaste större samhälle är Maltrata, 14,7 km öster om Los Reyes Altamira. Omgivningarna runt Los Reyes Altamira är en mosaik av jordbruksmark och naturlig växtlighet.